# Cordon, Isabela
Cordon là một đô thị hạng 4 ở tỉnh Isabela, Philippines. Theo điều tra dân số năm 2007, đô thị này có dân số 38.139 người trong 7.367 hộ.

## Các đơn vị hành chính
Cordon được chia ra 26 barangay.
| - Aguinaldo (Rizaluna Este) - Calimaturod - Capirpiriwan (Ilut) - Caquilingan (San Luis) - Dallao - Gayong - Laurel (Centro Norte) - Magsaysay (Centro Sur Oeste) - Malapat - Osmena (Centro Sur Este) - Quezon (Centro Norte Este) - Quirino (Manasin) - Rizaluna (Rizaluna Oeste) | - Roxas Pob. (Centro Sur) - Sagat - Curimao - San Juan (San Juan Este) - Taliktik - Tanggal - Tarinsing - Turod Norte - Turod Sur - Villamiemban - Villamarzo - Anonang (Balitoc) - Camarao - Wigan |